# Bruno Zeschke
Bruno Zeschke (* 2. Juni 1881 in Seitwann; † 16. April 1967 in Groß Breesen) war ein deutscher Politiker (DVP).

## Leben und Wirken
Zeschke wurde als Sohn eines Landwirtes geboren. Nach dem Besuch der katholischen Volksschule in Seitwann absolvierte er eine Maurerlehre. Begleitend dazu wurde er an der Zeichenschule in Guben weitergebildet. 
Von 1902 bis 1904 gehörte Zeschke dem Infanterie-Regiment Nr. 12 in Frankfurt (Oder) an. Anschließend arbeitete er als Maurerpolier. Als einziger Sohn übernahm er die kleine Landwirtschaft seiner Eltern und vergrößerte sie. Außerdem gründete er den Landbund des Landkreises Guben, dessen Vorstand er angehörte wie auch dem Vorstand des Brandenburgischen Landbundes. Ab August 1914 nahm Zeschke mit dem Infanterieregiment Nr. 52 bis 1917 am Ersten Weltkrieg teil.
Nach dem Krieg gründete er den Landbund des Landkreises Guben und wurde hier Vorstandsmitglied. Ebenfalls kam er in den Vorstand für den Brandenburgischen Landbund. 
1919 trat Zeschke in die Deutsche Volkspartei (DVP) ein, für die er bei der Reichstagswahl vom Juni 1920 als Spitzenkandidat für den Wahlkreis 5 (Frankfurt an der Oder) in den Reichstag gewählt wurde, dem er bis zum Mai 1924 für eine Wahlperiode angehörte. Im Parlament vertrat Zeschke insbesondere die Interessen der Landwirtschaft. Daneben war Zeschke Kreistagsabgeordneter und Mitglied des Kreisausschusses, Amtsvorsteher und Provinziallandtagsabgeordneter. Er ist Begründer der CNBL in Brandenburg. Für die CNBL trat er u. a. 1928 bei der Kreis-/Landeswahl für den Wahlkreis 3 (Potsdam II) und Wahlkreis 4 (Potsdam I) an.
Später war er noch Führer der bürgerlichen Fraktion im Gubener Kreistag. Vor seiner Verhaftung hatte es sich als Maurerpolier in Groß Breesen verdingt. Ende Juni 1933 kam er vorübergehend in Schutzhaft.